# 斯梅列奇卡
49°15′25″N 22°54′4″E / 49.25694°N 22.90111°E
斯梅列奇卡（烏克蘭語：Смеречка），是烏克蘭西部的村莊，隸屬利維夫州的桑比爾區。該村面積0.87平方公里，海拔高度567米，2001年人口328，人口密度每平方公里376.58人。